# Jay Obernolte
Jay Phillip Obernolte (ur. 18 sierpnia 1970 w Chicago) – amerykański polityk, członek Partii Republikańskiej.

## Działalność polityczna
Od 2014 do 2020 zasiadał w Zgromadzeniu Stanowym Kalifornii. Od 3 stycznia 2021 jest przedstawicielem 8. okręgu wyborczego w stanie Kalifornia w Izbie Reprezentantów Stanów Zjednoczonych.